# Королі Уснеха
Королі Уснеха — ранні правителі королівства Міде із септу Клан Холмайн, південної гілки династії Ві Нейллів. Пагорб Уснех, який є сакральним місцем Ірландії, розташований у сучасному графстві Західний Міт. Він лежав на місці сходження кордонів чотирьох ірландських королівств.
Список королів Уснеха міститься серед королівських списків у «Лейнстерській книзі».
До 742 року правителі носили титул короля Уснеха (столиця Кро-Ініс), пізніше стали іменуватися королями Міде. Новою столицею королівства став Рат-Айртир, а від IX століття — Кногба (Наут).

## Ранні королі Міде (або Уснеха)
- Коналл Кремтайнне[ru] (пом. 480), перший король Уснеха в Міде (бл. 455—480), син верховного короля Ірландії Ніла Дев'яти Заручників
- Фіаху мак Нейлл[ru] (пом. не раніше 516), король Міде (480 — не раніше 516), син Ніла Дев'яти Заручників
- Ардгал мак Конайлл[ru] (пом. 520), король Міде (не раніше 516—520/523), син Коналла
- Мане мак Кербайлл[ru] (пом. 538), король Міде (520/523—538), син Фергуса Криворотого та онук першого короля Міде Коналла Кремтайнне
- Діармайт мак Кербайлл (пом. 565), король Міде (538—551/554, 555/558—565), верховний король Ірландії (544—565), син Фергуса Криворотого та онук Коналла Кремтайне
- Колман Мор (Старший)[ru] (пом. 555/558), король Міде (551—555 або 554—558), син Діармайта мак Кербайлла, предок септи клан Холмайн («Діти Колмана»)
- Колман Бекк (Молодший)[ru] (пом. 587), король Міде (565—574), син Діармайта мак Кербайлла
- Свібне мак Колмайн[ru] (пом. 600), король Міде (574—600), син Колмана Мора (великого)
- Фергус мак Колмайн[ru] (пом. 618), король Міде (600—618), син Колмана Мора
- Енгус мак Колмайн[ru] (пом. 621), король Міде (618—621), син Колмана Бекка
- Коналл Гутбінн[ru] (пом. 635), король Міде (621—635), син Свібне мак Колмайна Мора
- Маел Дойд мак Свібні[ru] (пом. 653), король Міде (635—653), син Свібне мак Колмайна Мора
- Діармайт Діан[ru] (пом. 689), король Міде (653—689), онук Коналла Гутбінна
- Мурхад Міді[ru] (пом. 715), король Міде (689—715), син Діармайта Діана